# ل باردون
لُ باردون (به فرانسوی: Le Bardon) یک کمون در فرانسه است که در Canton of Meung-sur-Loire واقع شده‌است.

## خصوصیات
ل باردون ۱۲٫۲۳ کیلومترمربع مساحت و ۹۹۷ نفر جمعیت دارد.